# Trần Cảo (vua)
Trần Cảo (chữ Hán: 陳暠; ?-1428) là một vị vua bù nhìn do thủ lĩnh nghĩa quân Lam Sơn là Lê Lợi lập nên vào cuối thời kỳ Việt Nam nội thuộc triều đại nhà Minh.

## Hoàn cảnh
Theo sử sách, Trần Cảo có tên thật là Hồ Ông (chữ Hán: 胡翁) hoặc Trần Địch (陳翟), không rõ ông là người ở đâu. Bộ sách sử triều Nguyễn Khâm định Việt sử thông giám cương mục do phải kị húy nên chép tên ông là Trần Cao (陳高), nhưng có dùng phép mở chữ (拆字法 sách tự pháp) để miêu tả chữ phải kị huý là "cựu thượng tòng nhật, hạ tòng cao" (舊上從日, 下從高), nghĩa là trước đây viết bên trên là bộ Nhật (日), bên dưới là bộ Cao (高), tức chữ Cảo (暠). 
Khi khởi nghĩa Lam Sơn bước vào giai đoạn thắng thế, Bình Định vương Lê Lợi đánh bại quân Minh do Tổng binh Vương Thông chỉ huy trong trận Tốt Động – Chúc Động, buộc Vương Thông phải cố thủ trong thành Đông Quan. Để tìm cách kìm hãm sự phát triển của cuộc khởi nghĩa Lam Sơn và chia rẽ nội bộ người Việt, Vương Thông liền viện cớ tìm lại tờ chiếu của vua Minh Thành Tổ năm 1407 khi đánh Đại Ngu, có nội dung muốn lập lại con cháu nhà Trần mà đòi Lê Lợi phải lập con cháu nhà Trần mới đồng ý giảng hòa và rút quân về nước.
Lê Lợi bèn sai người tìm con cháu nhà Trần. Theo sử sách, lúc đó Hồ Ông đang lánh nạn ở châu Ngọc Ma, tự xưng là cháu nội vua Trần Nghệ Tông, được tù trưởng châu Ngọc Ma là Cầm Quý tiến cử với Lê Lợi. Để đối phó với yêu sách của Vương Thông, muốn quân Minh nhanh chóng rút về, Lê Lợi đồng ý lập Trần Cảo làm vua, với danh nghĩa kế tục nhà Hậu Trần, đặt niên hiệu là Thiên Khánh, còn Lê Lợi tự xưng là Vệ quốc công. Tuy nhiên, sử không ghi nhận Trần Cảo là vua nhà Hậu Trần mà chỉ ghi nhận hai vua Giản Định đế và Trùng Quang đế thuộc triều đại này. Nhà Hậu Trần đã cáo chung sau khi Trùng Quang đế mất năm 1413. Lê Lợi do đang phải tập trung vào chiến sự nên sai quan Tả Bộc xạ là Bùi Quốc Hưng ở bên cạnh phò tá Trần Cảo, nhưng thực chất là để giám sát ông.
Sách Lam Sơn thực lục chép rằng:
| “ | Trước đó có tên Hồ Ông, là con đứa ăn-mày, đổi tên là Cầm Quý, nhận bảo là con-cháu vua Trần. Khi ấy người trong nước khổ vì những chính-lệnh ngặt-nghèo của giặc, mong tìm được người làm chủ. Mà nhà-vua thì nóng lòng muốn diệt giặc cứu dân, bèn sai người đón dựng làm vua, để quyền-nghi công-việc một thì, nên ban đầu cũng chẳng kén-chọn gì hiền hay ngu, thực hay giả. Sau khi giặc yên, các quan đều dâng sớ cố sức can. Cho là Hồ Ông không có công gì với dân, sao đáng ăn trên ngồi trước mọi người, nên trừ đi cho sớm. Nhà-vua biết thế là phải, nhưng lòng còn không nỡ, lại càng hậu-đãi thêm. Hắn tự biết người trong nước không phục, trong lòng hổ thẹn, bèn ngầm cùng tên giặc là Văn Duệ thông mưu làm phản, để cho mau đáng tội chết! Chẳng phải "tự mình làm mình" thì đâu đến nỗi thế! | ” |

Như vậy, thân thế của Trần Cảo là không rõ ràng, và không có gì chứng minh ông là con cháu vua Trần.
Riêng sách Đại Việt thông sử lại chép sự kiện này xảy ra ngày 30 tháng 12 năm 1425, tức là trước khi Vương Thông sang Việt Nam.

## An Nam quốc vương
Trần Cảo làm vua nhưng trên thực tế không có quyền hành. Toàn bộ chiến sự chống quân Minh đều do Lê Lợi quyết định.
Sau khi đánh tan được hai đạo quân cứu viện của Liễu Thăng và Mộc Thạnh mà nhà Minh gửi đến vào cuối năm 1427, nghĩa quân Lam Sơn đã chính thức đánh đuổi được quân Minh ra khỏi bờ cõi. Vương Thông sau Hội thề Đông Quan phải mang quân trở về Trung Quốc.
Lê Lợi đứng tên Trần Cảo là người đang làm vua trên danh nghĩa, sai sứ dâng biểu cho nhà Minh xin được phong. Bài biểu viết:
"Thái Tổ Cao Hoàng đế khi mới lên ngôi, tổ tiên của thần là Nhật Khuê trước tiên dâng lễ triều cống, được ơn đặc biệt khen thưởng và ban cho tước vương. Từ đó, đời đời giữ gìn bờ cõi, không hề thiếu sót lễ nghi triều cống. Mới đây, nhân họ Hồ soán nghịch, Thái Tông Văn Hoàng đế (Tức Minh Thành Tổ Chu Đệ) dấy quân hỏi tội. Sau khi dẹp yên, nhà vua hạ chiếu tìm kiếm con cháu họ Trần để cho giữ việc thờ cúng. Bấy giờ Tổng binh quan Trương Phụ chưa kịp tìm kiếm rộng khắp, đã vội xin đặt nước tôi làm quận huyện.
"Thần, trước đây, vì nước rối loạn, phải chạy trốn sang Lão Qua, chỉ muốn cho chút hơi tàn được tạm kéo dài ra thôi. Dè đâu người nước quan thói tục man di, xa nghĩ đến ơn trạch của tổ tiên nhà thần, ép thần phải về nước. Bất đắc dĩ thần phải gượng theo. Dẫu rằng việc làm hấp tấp này là do người nước ép buộc, nhưng cũng là cái tội bởi thần không biết đắn đo suy lường.
"Vừa đây, đã đến cửa quân tạ tội, nhưng không được đâu để ý lắng nghe. Người nước bấy giờ sợ bị giết chết, mới phải đem nhau đi giữ những nơi quan ải để làm cái chước tự vệ lấy mình; nào ngờ quan quân từ xa đến, thấy voi, hoảng sợ, tự cùng nhau lánh chạy, tan vỡ. Việc đã đến thế, tuy là do sự bất đắc dĩ của người nước, mà cũng là tội lỗi của thần. Nhưng, số quan quân và ngựa bị bắt đều đã thu lượm nuôi dưỡng, không dám tơ hào xâm phạm.
"Nép mong hoàng thượng dựa theo lời chiếu của Thái Tông Văn Hoàng đế cho tìm kiếm con cháu họ Trần, nghĩ đến lòng thành thực của ông cha nhà thần đã dâng lễ triều cống trước tiên, tha cho thần cái tội to như đống gò, miễn cho thần khỏi bị giết chết bằng rìu búa, khiến thần được nối dõi ở cõi Nam, triều cống cửa trời.
"Ngoài sự riêng sai bồi thần thân tín đem dâng tạ biểu và đưa đến kinh đô nộp trả ấn tín và người ngựa, nay xin đem danh sách và số mục kính cẩn tâu lên để nhà vua soi xét".
Vua Minh Tuyên Tông biết Lê Lợi không có ý tôn Cảo nhưng vì bị thua mãi nên đồng ý phong cho Trần Cảo làm An Nam quốc vương

## Kết cục
Trần Cảo ban đầu đóng dinh ở núi Không Lộ, sau dời đi Ninh Giang rồi lại thiên đi thành Cổ Lộng. Theo sách Khâm định Việt sử Thông giám cương mục, lúc đó các tướng Lam Sơn nói với Lê Lợi rằng: "Cảo không có công cán gì, sao lại để cho ăn trên ngồi trốc người ta! Xin trừ khử hắn đi".
Lê Lợi không nỡ, đãi ngộ lại càng hậu hơn. Trần Cảo tự biết người trong nước không theo mình, bèn cất lẻn vượt biên, trốn đi Ngọc Ma. Quan quân Lam Sơn đuổi theo, bắt được ông. Khi về đến thành Đông Quan, ông bị bắt phải uống thuốc độc tự vẫn. Sau khi Trần Cảo chết, Lê Lợi lên ngôi hoàng đế.
Cũng sách Cương mục dẫn: 
Có thuyết cho rằng Cảo tự biết người nước không phục, bèn ngầm đi thuyền vượt biển, trốn vào châu Ngọc Ma. Đến Ma Cảng (đất Nghệ An) quan quân đuổi bắt được, đem về Đông Quan, bắt uống thuốc độc chết.
Theo sử nhà Minh, sau đó Lê Lợi cho sứ sang tâu nhà Minh rằng Trần Cảo bệnh mà chết ngày 10 tháng 1 năm 1428 âm lịch, do đó Lê Lợi có danh chính để làm vua Đại Việt. Tuy nhiên, nhà Minh ban đầu không thừa nhận ngôi vị của Lê Lợi, yêu cầu nhà Lê sơ phải tìm con cháu họ Trần khác. Phía Đại Việt phải nhiều lần báo rằng họ Trần đã hết người không còn ai nữa. Mãi đến năm 1431, Minh Tuyên Tông mới chính thức công nhận Lê Lợi làm An Nam Quốc vương.